# Grevillea muelleri
Grevillea muelleri är en tvåhjärtbladig växtart som beskrevs av George Bentham. Grevillea muelleri ingår i släktet Grevillea och familjen Proteaceae. Inga underarter finns listade i Catalogue of Life.